# 祖斯·艾迪杜里
祖斯·艾迪杜里（Jozy Altidore，1989年11月6日— ）美國足球運動員，司職前鋒。

## 球會生涯
2006年，年僅16歲时便首次代表美職聯紐約紅牛上陣。2008年，轉會到西甲維拉利爾。其後被外借到薩雷斯、侯城、貝沙體育。2008年，轉會到荷甲阿爾克馬爾。2013年再轉會到英超新特蘭。2015年1月，艾迪杜里加盟多倫多FC，和迪科爾交換球會。

## 國際賽
曾代表美國隊參加2005年世界少年足球錦標賽、2007年U20世界盃足球賽。2007年首次成為大國腳。2009年洲際國家盃、2011年美洲金盃為美國隊奪得亞軍。2014年世界盃獲選入美國國家隊。